# Hannonia stocki
Hannonia stocki là một loài nhện biển trong họ Ascorhynchoidea (incertae sedis). Chúng được miêu tả khoa học năm 1993 bởi Munilla.